# 衛斯理回憶錄
《衛斯理回憶錄》為台灣科幻小說家葉李華所作的長篇科幻小說。

## 概述
在2005年《只限老友》完成後，倪匡宣佈封筆，倪匡好友葉李華在2006年至2009年間，撰寫十部稱為《衛斯理回憶錄》的小說，目的是交代衛斯理一生，並為衛斯理故事中種種不合邏輯之處作出解釋。
倪匡於書中序言：「夫衛斯理者，小說人物也，居然也有『回憶錄』，實開天下未有之奇，讀之，覺文意汪洋，奇趣橫生，妙不可言。我猶如此，他人可想而知，是為序。」

## 作品
- 之一《錯構》（皇冠，2006）
- 之二《同位》（皇冠，2006）
- 之三《蓋世》（皇冠，2007）
- 之四《移心》（皇冠，2007）
- 之五《嵌合》（皇冠，2007）
- 之六《天算》（皇冠，2008）
- 之七《瀰散》（皇冠，2008）
- 之八《乍現》（皇冠，2008）
- 之九《背反》（皇冠，2009）
- 之十《浩淼》（皇冠，2009）